# Pseudotolithus senegallus
Pseudotolithus senegallus är en fiskart som först beskrevs av Cuvier, 1830.  Pseudotolithus senegallus ingår i släktet Pseudotolithus och familjen havsgösfiskar. Inga underarter finns listade i Catalogue of Life.